# إيزادور بيرنستاين
إيزادور بيرنستاين (بالإنجليزية: Isadore Bernstein)‏ هو كاتب سيناريو أمريكي، ولد في 26 نوفمبر 1876 في نيويورك في الولايات المتحدة، وتوفي في 19 أكتوبر 1944 في هوليوود في الولايات المتحدة بسبب نوبة قلبية.

## وصلات خارجية
- إيزادور بيرنستاين على موقع IMDb (الإنجليزية)
- إيزادور بيرنستاين على موقع أول موفي (الإنجليزية)
- إيزادور بيرنستاين على موقع قاعدة بيانات الفيلم (الإنجليزية)
- إيزادور بيرنستاين على موقع كينوبويسك (الروسية)